# بزرگراه گاردینر
بزرگ‌راه گاردینر (انگلیسی: Gardiner Expressway) یک آزادراه شهری مرتفع در تورنتو، انتاریو، کانادا است.